# قضاء صبحا
قضاء صبحا أحد أقضية محافظة المفرق في الأردن، و المركز الإداري للواء البادية الشمالية الذي يضم 4 أقضية.
التعداد السكاني لقضاء صبحا 19670 نسمة حسب التقديرات السكانية لنهاية عام 2021.